# سيد ميلور
سيد ميلور (بالإنجليزية: Syd Mellor)‏ هو لاعب كرة قدم بريطاني (وحمل سابقاً جنسية المملكة المتحدة لبريطانيا العظمى وأيرلندا) في مركز الهجوم، ولد في 1898 في ليك في المملكة المتحدة، وتوفي في 1925. لعب مع ستوك سيتي وماكليسفيلد تاون وCongleton Town F.C. ‏.